# 最小點火能
最小點火能(MIE) 是物質的一个化學性質，它决定了燃料和空气的混合物的点火能力，其中燃料可能是可燃气体或粉塵。它的定义為以电容器放电点燃燃料和空气的混合物所需的最小电能  MIE 是点火有效性的评估标准之一，例如静电能、机械点火源或电磁辐射的释放。最小點火能是防爆设计的重要参数。